# Sequentiar
Sequentiar, auch Sequenziar, Prosar, ist die Bezeichnung für einen musikalischen Buchtyp des Spätmittelalters, der vor allem Sequenzen und Prosen enthält.
Seit dem Ende des 9. Jahrhunderts wurden Melodien und Texte der Sequenzen in Vorsängerbüchern (Cantatorium, Troparion) zusammen mit anderen Teilen des Messordinariums und Propriums aufgeschrieben, oder sie wurden als Faszikel dem Graduale beigebunden. Das älteste eigenständige Sequentiar stammt aus dem 14. Jahrhundert (Sitten 48), die meisten aber erst aus dem 15. und 16. Jahrhundert. 
Handschriften mittleren Alters enthalten meist Ordinariumstropen, in die sie die Prosen liturgisch richtig nach den Gloria-Tropen einschalten. Eine verwandte Handschriftengruppe bringt zuerst die Ordinariumstropen, dann die Prosen. Besonders Dominikanerhandschriften setzen Prozessionsantiphonen voran. Die alten Sequentiare enthalten außerdem stets noch Graduale, Alleluja und andere Gesänge, neben dem Prosenfaszikel fast immer einen getrennten Sequenzfaszikel.